# Jinkali

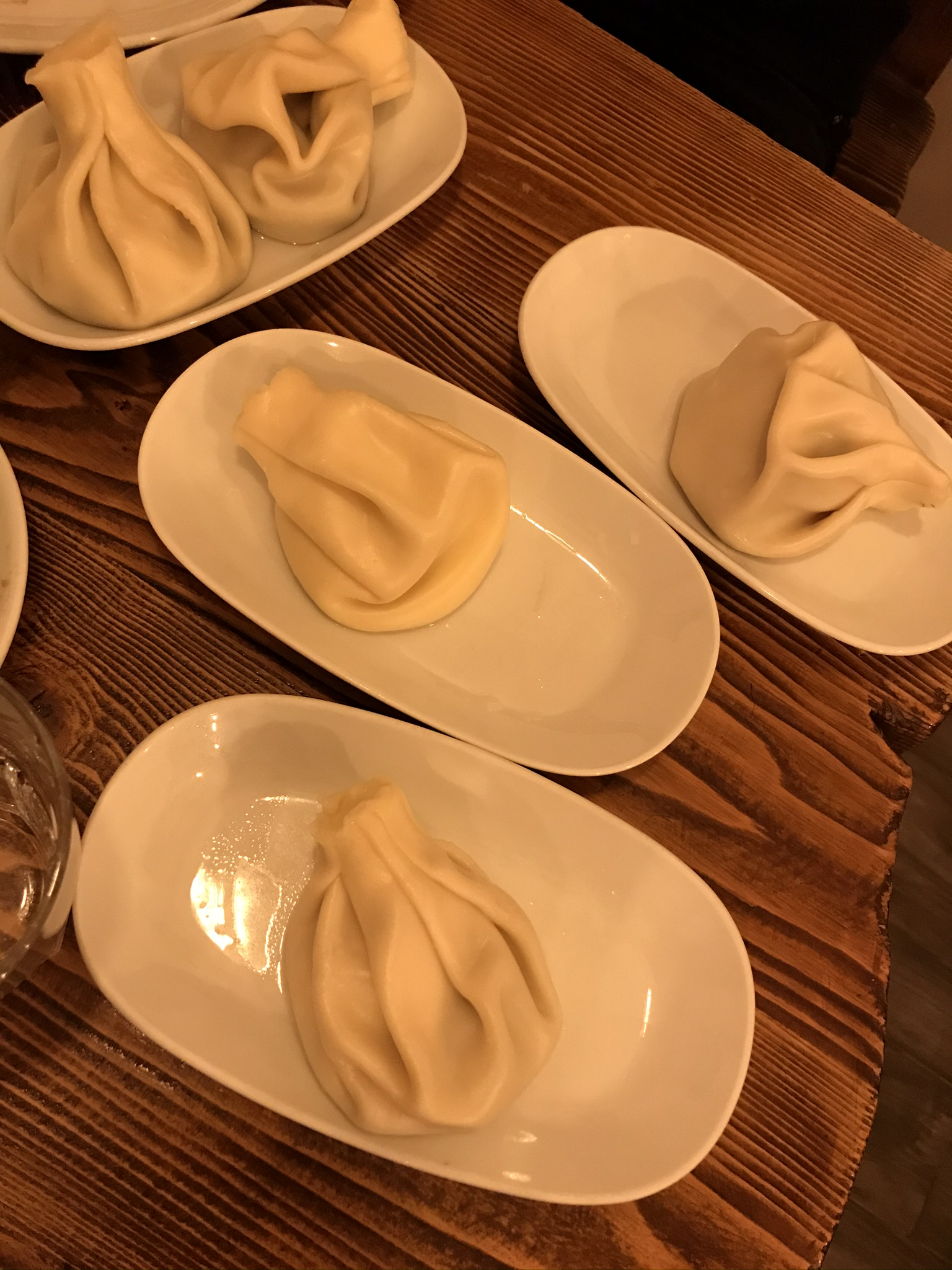
Chinkali, Georgia

El jinkali es una receta tradicional de Georgia. La masa está en forma de nódulos hechos con harina, leche, aceite, mantequilla y huevo rellenos de carne picada y perejil, generalmente de buey o cordero. 
Se prepara como albóndigas o raviolis. Su característica principal es una gran cantidad de especias orientales que le confieren un sabor picante y el caldo.